# Eunidia socia
Eunidia socia är en skalbaggsart som beskrevs av Charles Joseph Gahan 1909. Eunidia socia ingår i släktet Eunidia och familjen långhorningar.
Artens utbredningsområde är Kenya. Inga underarter finns listade i Catalogue of Life.